# Rhoda Njobvu
Rhoda Njobvu (* 29. Januar 1994 in Lusaka) ist eine sambische Leichtathletin, die sich auf den Sprint spezialisiert hat. Aktuell ist sie Inhaberin der Landesrekorde über 100 und 200 Meter.

## Sportliche Laufbahn
Erste internationale Erfahrungen sammelte Rhoda Njobvu bei den Commonwealth Games 2014 in Glasgow, bei denen sie im 400-Meter-Lauf mit 57,47 s in der ersten Runde ausschied. Im Jahr darauf belegte sie bei den Afrikaspielen in Brazzaville mit der sambischen 4-mal-100-Meter-Staffel in 44,97 s den fünften Platz und schied über 400 Meter mit 54,35 s in der Vorrunde aus. 2016 gelangte sie bei den Afrikameisterschaften in Durban im 200-Meter-Lauf bis in das Halbfinale, in dem sie mit 24,50 s ausschied. Bei den Afrikameisterschaften 2018 in Asaba erreichte sie im 100-Meter-Lauf ebenfalls das Halbfinale, in dem sie mit 12,09 s ausschied. Zudem gewann sie mit der sambischen 4-mal-400-Meter-Staffel in 3:38,18 min die Bronzemedaille hinter den Teams aus Nigeria und Kenia und konnte das Rennen mit der 4-mal-100-Meter-Staffel nicht beenden. Im Jahr darauf erreichte sie bei den Afrikaspielen in Rabat über 200 Meter das Halbfinale, in dem sie mit 23,94 s ausschied und mit der sambischen Staffel in 47,16 s Rang sieben belegte. 2020 verbesserte Njobvu den sambischen Landesrekord über 100 Meter in Lusaka auf 11,21 s, dann im Dezember auf 11,20 s und im März 2021 schließlich auf 11,12 s, womit sie auch die Qualifikationsnorm für die Olympischen Spiele in Tokio erfüllte. Kurz darauf steigerte sie ihre Bestmarke über 200 Meter auf 22,69 s und verbesserte damit die bisherige Bestmarke von Kabange Mupopo aus dem Jahr 2017 um eine knappe halbe Sekunde. Auch mit dieser Bestmarke qualifizierte sie sich für Olympia. Bei den World Athletics Relays 2021 im polnischen Chorzów verpasste sie mit 44,81 s den Finaleinzug in der 4-mal-100-Meter-Staffel, nachdem sie zuvor in Lusaka mit 43,85 s einen neuen Landesrekord aufgestellt hat. Ende Juli schied sie dann bei den Olympischen Sommerspielen mit 11,40 s im Vorlauf über 100 Meter aus und auch über 200 Meter kam sie mit 23,33 s nicht über die erste Runde hinaus.
2022 wurde sie bei den Afrikameisterschaften in Port Louis in der ersten Runde über 100 Meter disqualifiziert. Über 200 Meter gelangte sie ins Finale und sicherte sich dort in 23,51 S die Bronzemedaille hinter der Nigrerin Aminatou Seyni und Maximila Imali aus Kenia. Zudem kam sie mit der 4-mal-100-Meter-Staffel im Finale nicht ins Ziel und belegte mit der Mixed-Staffel über 4-mal 400 Meter in 3:27,06 min den fünften Platz. Anschließend kam sie bei den Commonwealth Games in Birmingham mit 11,57 s nicht über den Vorlauf über 100 Meter hinaus und schied über 200 Meter mit 23,72 s im Halbfinale aus. Im Jahr darauf startete sie über 200 Meter bei den Weltmeisterschaften in Budapest und schied dort mit 23,82 s in der ersten Runde aus. 2024 belegte sie bei den Afrikaspielen in Accra in 51,97 s den fünften Platz über 400 Meter und gewann mit der 4-mal-400-Meter-Staffel in 3:31,85 min gemeinsam mit Niddy Mingilishi, Quincy Malekani und Abygirl Sepiso die Silbermedaille hinter dem nigerianischen Team. Im Mai verpasste sie bei den World Athletics Relays auf den Bahamas eine Direktqualifikation über 4-mal 400 Meter für die Olympischen Spiele in Paris. Anschließend schied sie bei den Afrikameisterschaften in Douala mit 53,27 s im Halbfinale über 400 Meter aus und sicherte sich im Staffelbewerb in 3:32,18 min die Silbermedaille hinter dem nigerianischen Team.

## Persönliche Bestleistungen
- 100 Meter: 11,12 s (−0,5 m/s), 20. März 2021 in Lusaka (sambischer Rekord)
- 200 Meter: 22,69 s (−0,2 m/s), 10. April 2021 in Lusaka (sambischer Rekord)
- 400 Meter: 51,96 s, 29. April 2023 in Gaborone